# Gynandromorfi

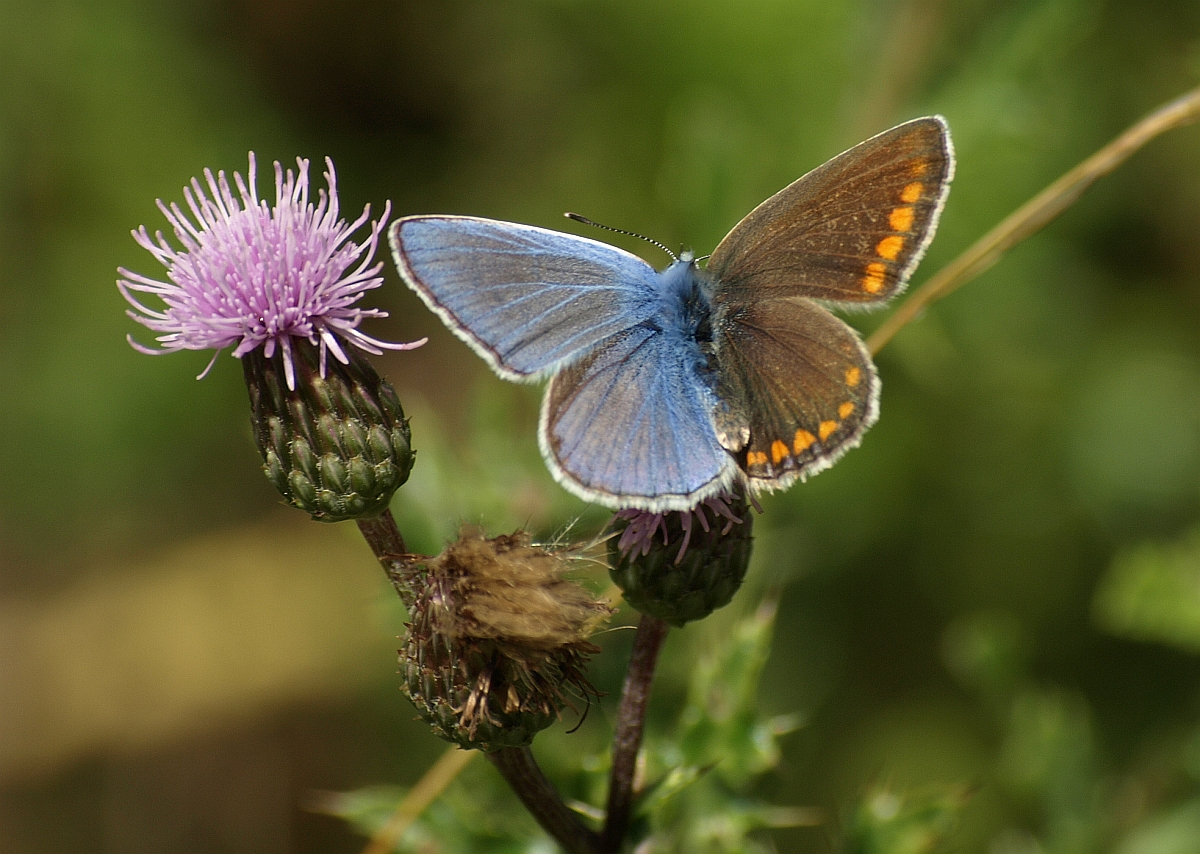
Gynandromorf puktörneblåvinge.

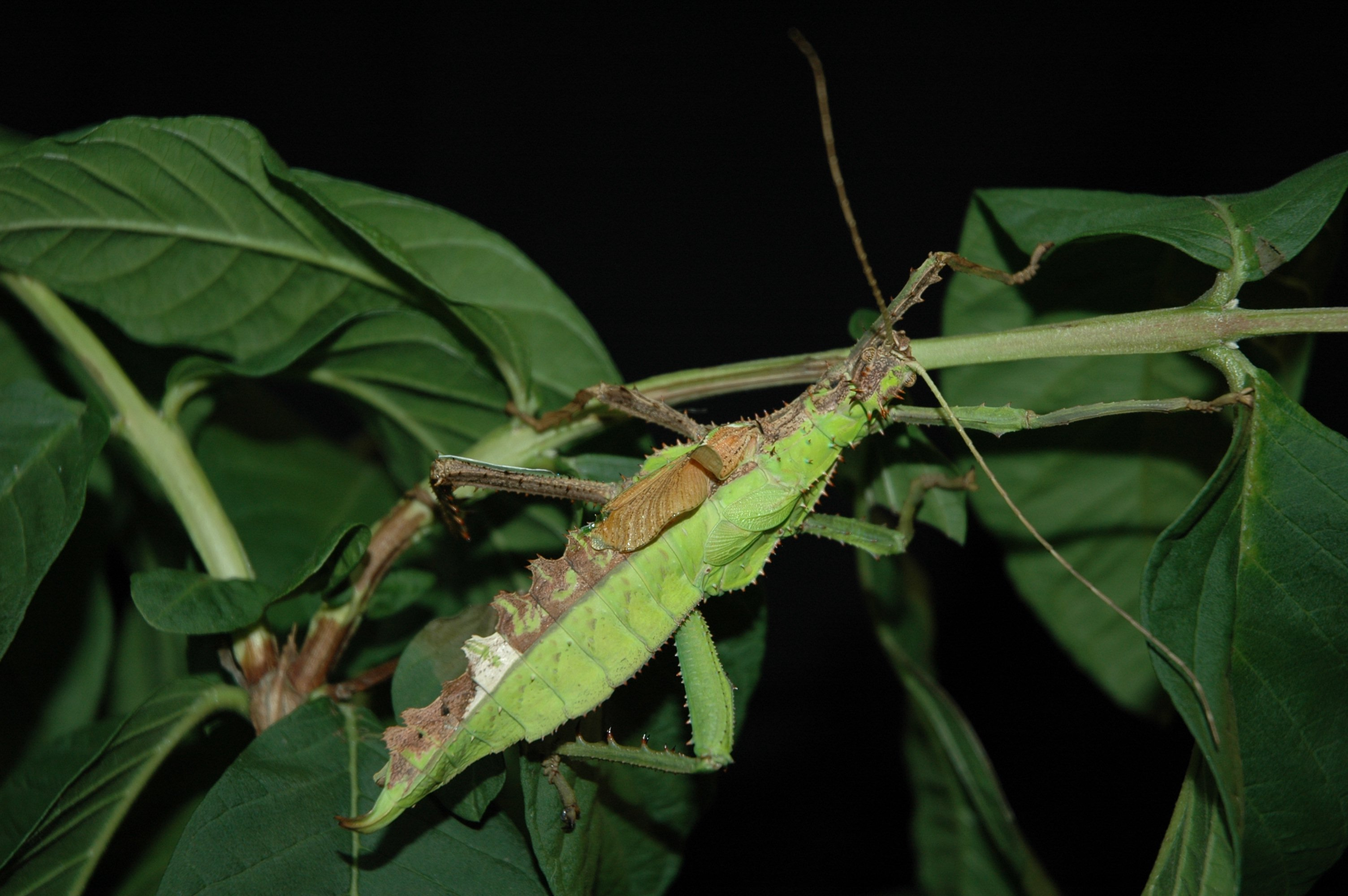
Gynandromorf Heteropteryx dilatata, vilket är en art av spökskräcka.

Gynandromorfi (eller –ism) är förekomsten av både han- och honkaraktäristik  hos en organism. Termen härrör från grekiskans "gyne" som betyder kvinnlig, "andro" som betyder manlig och "morphé" som betyder form, och används främst inom entomologi. Företeelsen är bara synlig bland organismer som uppvisar sexuell dimorfism, det vill säga där honor och hanar visuellt skiljer sig åt. Den är främst känt hos insekter, men har även observerats hos kräftdjur, främst hummer men även krabbor, samt fåglar.

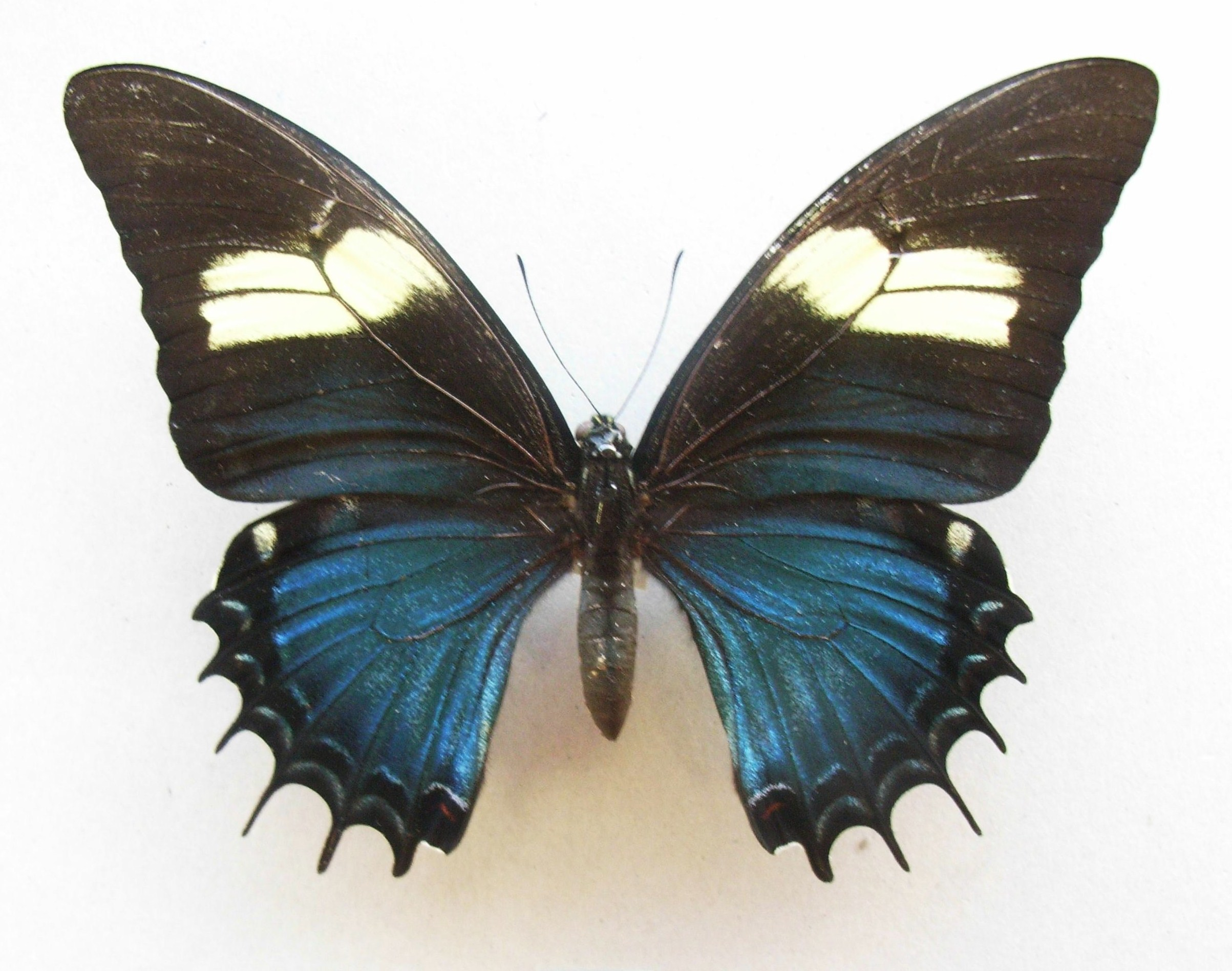
Hona av Papilio androgeus.
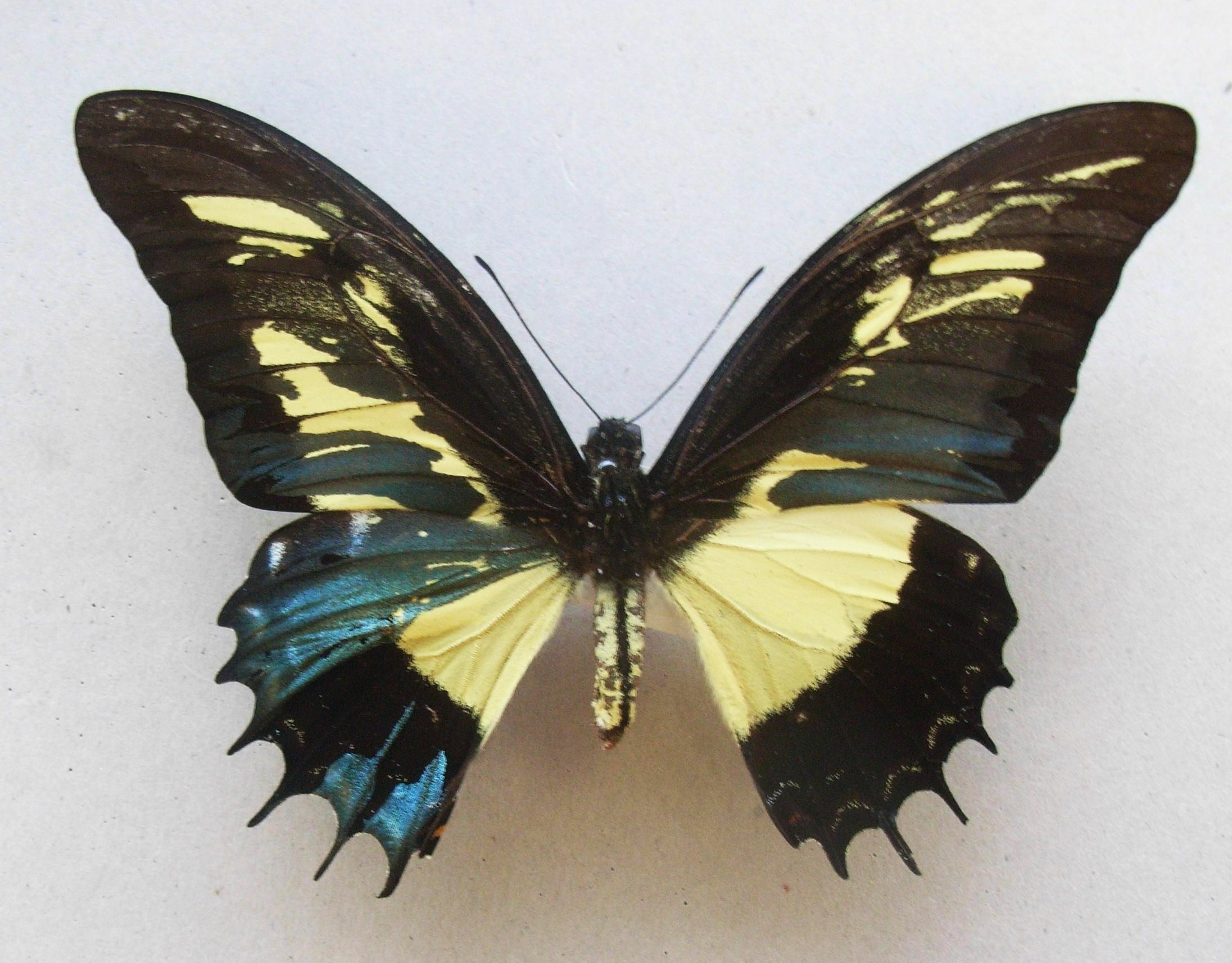
Gynandromorf (mosaik) hona av Papilio androgeus.
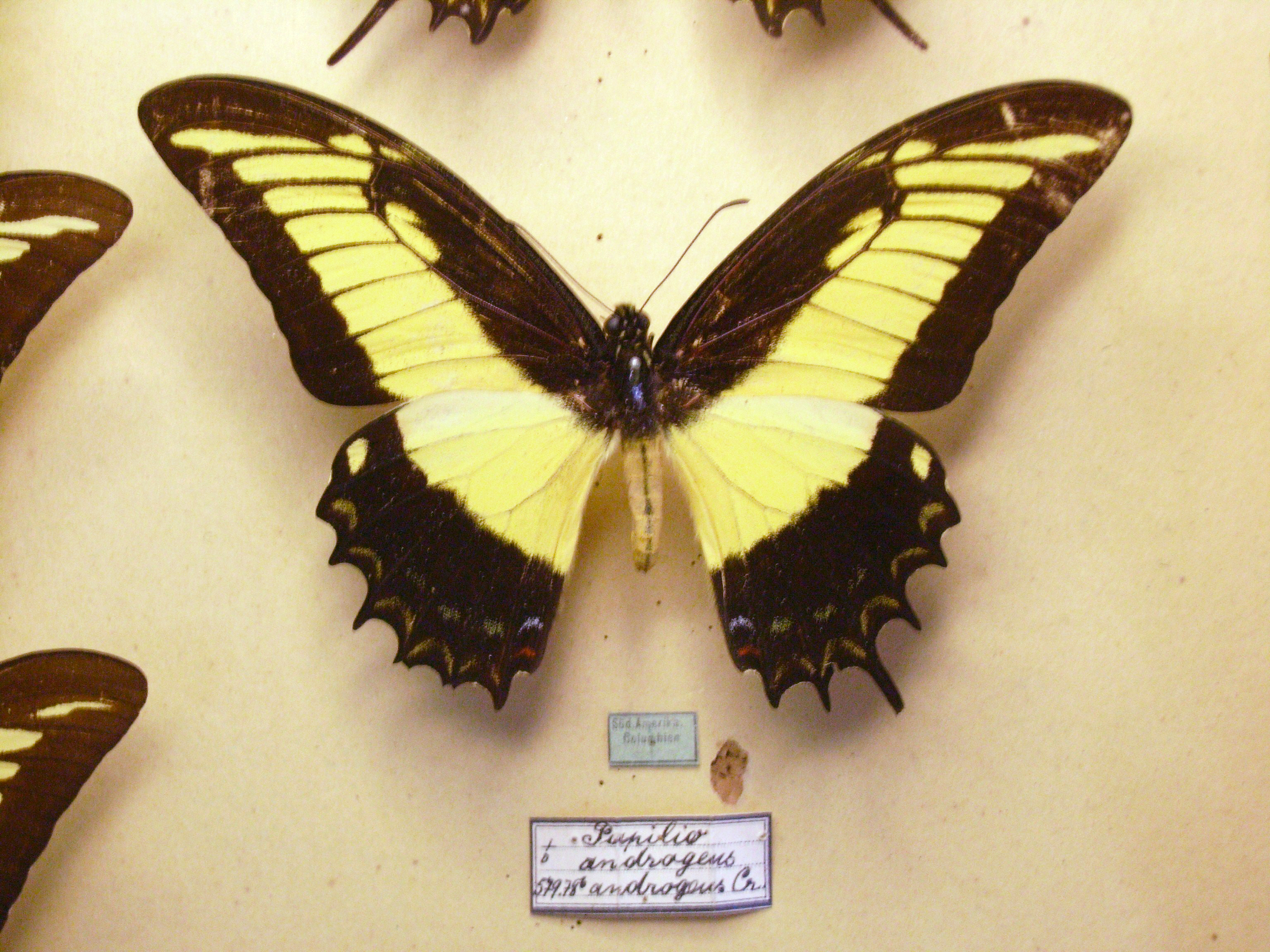
Hane av Papilio androgeus.

Företeelsen beror på rubbningar i kromosomuppsättningen. En gynandromorf individ kan ha bilateral asymmetri, med en sida hane och en sida hona, eller mosaisk där de båda könen inte definieras entydigt. Bilateral gynandromorfi uppstår mycket tidigt i individens utveckling, oftast när organismen har mellan 8 och 64 celler..